# Secchezza vaginale
La secchezza vaginale è una insufficiente lubrificazione dell'apparato genitale femminile che può causare la dispareunia, che è un tipo di disturbo sessuale. Mentre la secchezza vaginale è considerata come un indicatore per il disordine sessuale femminile, la circoncisione maschile esacerba la secchezza vaginale femminile durante il rapporto sessuale. La secchezza vaginale può anche derivare dalla insufficiente eccitazione e stimolazione sessuale oppure dai cambiamenti ormonali causati dalla menopausa (potenzialmente causando vaginite atrofica), gravidanza o allattamento al seno. L'irritazione date da creme contraccettive può causare secchezza vaginale. La secchezza vaginale può anche essere un sintomo della sindrome di Sjögren.
Alcuni farmaci, inclusi alcuni antistaminici, nonché eventi e cambiamento cruciali della vita dell'apparato ormonale, genitale e sessuale delle donne come la gravidanza, l'allattamento, la menopausa, l'invecchiamento o malattie come il diabete, inibiscono la lubrificazione vaginale. I medicinali con effetti anticolinergici o simpatomimetici asciugano i tessuti della mucosa vaginale. Tali medicinali comprendono molti farmaci comuni per curare patologie allergene, cardiovascolari e psichiatriche. I contraccettivi ad uso orale possono anche aumentare o diminuire la lubrificazione vaginale.
Le donne più anziane producono meno lubrificazione vaginale e i livelli di estrogeni ridotti possono essere associati ad una maggiore secchezza vaginale.

## Sesso asciutto
Alcune donne che praticano il sesso asciutto, senza una adeguata lubrificazione vaginale, porterebbero a causare la secchezza vaginale. La logica della pratica può essere per scopi di pulizia o per migliorare il piacere sessuale del partner penetrante. Tuttavia, oltre a rendere il rapporto sessuale doloroso per la donna, la pratica può aumentare il rischio di infezione per entrambi i partner da malattie sessualmente trasmissibili. Ad esempio, il rischio di trasmissione dell'HIV è potenzialmente aumentato dalle lacerazioni nel tessuto vaginale derivante dalla mancanza di lubrificazione.